# ジェイムズ・ハミルトン (第3代アバコーン公爵)
第3代アバコーン公爵ジェイムズ・アルバート・エドワード・ハミルトン（英: James Albert Edward Hamilton, 3rd Duke of Abercorn KG KP PC、1869年11月30日 - 1953年9月12日）は、イギリスの貴族、政治家。1922年から1945年まで初代北アイルランド総督を務めた。ダイアナ妃の曽祖父にあたる人物でもある。

## 経歴
ロンドン・ピカデリーのハミルトン・プレイスで、ハミルトン侯爵ジェイムズ・ハミルトン（後の第2代アバコーン公爵）と初代ハウ伯爵リチャード・カーゾン＝ハウの娘メアリ・アンナの間に長男として生まれる。名付け親の中に、ウェールズ公アルバート・エドワード（後のイギリス王エドワード7世）がいる。出生時は祖父ジェイムズが公爵であり、次々代の継承者として「ハミルトン子爵」の、1885年に父が襲爵してからは「ハミルトン侯爵」の儀礼称号を称した。
イートン・カレッジで教育を受けた後、大尉として第1ライフガーズ連隊で軍務に就き、次いで少佐としてNorth Irish Horseに参加。
1900年から1913年までロンドンデリー選挙区選出の庶民院議員。1901年には父ジェイムズのエドワード8世即位を伝えるヨーロッパ歴訪に同行した。所属していたIrish Unionist Allianceは保守党を中心とする連立政権に参加しており、1903年から1910年まで院内幹事を務め、1905年に下野するまで与党の院内幹事が任命される王室会計局長官（Treasurer of the Household）でもあった。またドニゴール県副統監（Deputy Lieutenant (D.L.) of Donegal）やティロン県統監（Lord Lieutenant of Tyrone）に任じられていた。
1913年に父親の死去によりアバコーン公爵（アイルランド貴族）・アバコーン侯爵（グレートブリテン貴族）・アバコーン伯爵（スコットランド貴族）などの爵位を相続、「第4代アバコーン侯爵」として貴族院議員となる。1921年から翌年まで、北アイルランド議会の元老院議員。
1922年、聖パトリック勲章を授けられる。同年新設された北アイルランド知事に任じられ、以後20年以上にわたって北アイルランドにおけるイギリス王の名代を務めた。
1928年にガーター勲章を、1945年にロイヤル・ヴィクトリア頸飾を授けられ、また1945年にイギリスの枢密顧問官に列せられ、1946年1月1日に北アイルランド枢密院の枢密顧問官に任命された。1928年にはクイーンズ大学ベルファストから名誉法学博士号を授与された。

## 家族
第4代ルーカン伯爵チャールズ・ビンガムの娘であるレディ・ロザリン・ビンガムとロンドン・ナイツブリッジのセント・ポール教会で結婚した。二人の間には2男3女が生まれた。
- レディ・メアリ・セシリア・ローデシア・ハミルトン （1896年 - 1984年） - ロバート・オーランド・ルドルフ・ケニヨン＝スレイニー夫人、次いでサー・ジョン・ギルモア準男爵（英語版）夫人
- レディ・シンシア・エリノア・ビアトリクス・ハミルトン（英語版） （1897年 - 1972年） - 第7代スペンサー伯爵アルバート・スペンサー夫人(二人の孫にダイアナ妃)
- レディ・キャサリン・ハミルトン （1900年 - 1985年）
- 第4代ハミルトン公爵ジェイムズ・エドワード・ハミルトン （1904年 - 1979年） - 1953年襲爵
- クロード・デイヴィッド・ハミルトン卿 （1907年 - 1968年）

## 註釈
1. ↑  アイルランド貴族やスコットランド貴族は貴族代表議員に選出されないと貴族院に出席できないが、グレートブリテン貴族は全員が貴族院に出席できるため。

## 関連文献
- "No. 28912". The London Gazette (2nd supplement) (英語). 22 September 1914. p. 7577.